# Li Fanghua
Li Fanghua ou Li Fang-hua (chinois simplifié : 李方华 ; chinois traditionnel : 李方華 ; pinyin : Lǐ Fānghuá), née le 6 janvier 1932 à Hong Kong et morte à Pékin le 24 janvier 2020, est une physicienne chinoise spécialiste de la microscopie électronique. 
Elle est membre de l'Académie chinoise des sciences, de l'Académie des sciences du monde en développement et de l'Union internationale de cristallographie. Elle a reçu le prix L'Oréal-Unesco pour les femmes et la science en 2003 pour son travail qui a permis de repousser les limites de l'observation des structures cristallines par l'élimination de l'interférence.

## Biographie
Li Fanghua est née dans la colonie de la Couronne de Hong Kong le 6 janvier 1932. Sa famille vient du Xian de Deqing dans la province de Guangdong. Elle a quatre frères et une sœur. Son père, Li Jiong (李炯 en chinois) était major-général au sein la nouvelle Quatrième armée, l'une des deux unités commandées par le parti communiste chinois au sein de l'armée nationale révolutionnaire. Sa mère, Liu Jiqing (刘季卿 en chinois) était originaire de Pékin. 
Li Fanghua a passé son enfance entre Hong Kong, Pékin et Canton. Elle a étudié à la Peidao Private Middle School puis au lycée pour fille Fu Jen. Elle entre ensuite à l'université privée Lingnan (aujourd'hui université Sun Yat-sen) puis, en 1950, elle s'inscrit à l'université de Wuhan d'où elle ressort diplômée en physique. En 1956, elle obtient un baccalauréat universitaire en sciences en physique à l'université de Léningrad (aujourd'hui université d'État de Saint-Pétersbourg) et se classe en première place de sa promotion. 
Après son diplôme, elle a effectué un stage à l'institut de physique de l'académie chinoise des sciences et a effectué des recherches sous la direction de Lu Xueshan (陆学善 en chinois). Durant la révolution culturelle, ses travaux ont été interrompus mais elle a pu continuer à suivre le développement de la microscopie électronique à la bibliothèque de l'institut de physique grâce à l'aide de ses collègues. Elle a été envoyée dans une école du 7 mai (en), un camp de travail pour cadres. En 1973, elle est retournée à l'académie chinoise des sciences. De 1982 à 1983, elle est chercheuse invitée à l'université d'Osaka. Elle est nommée membre de l'académie chinoise des sciences en 1993 et membre de l'académie des sciences du monde en développement en 1998. 
Elle est mariée à Fan Haifu (en) qui est également physicien. 
Elle est directrice de la société chinoise de physique et de l'union chinoise de cristallographie. Elle parle couramment anglais, français, allemand, japonais et russe.

## Publications
- (en) Transmission electron microscopy study of one-dimensional incommensurate structural modulation in superconducting oxides Bi2+xSr2-xCuO6+δ (0.10 < x <0.40), X. M. Li, F. H. Li, Q. Luo, L. Fang, H. H. Wen, Supercond. Sci. Technol. 22 (2009) 065003
- (en) A study of an incommensurately modulated structure in Ca0.28Ba0.72Nb2O6 by electron microscopy, B.H. Ge, Y.M. Wang, X. M. Wang, F. H. Li, Philosophical Magazine Letters, 88 (3) (2008) 213 – 217.
- (en) Atomic configurations of twin boundaries and twinning dislocation in superconductor YNaBaCuZnO, Y. M. Wang, W. Wan, R. Wang, F. H. Li, G. C. Che, Philosophical Magazine Letters,88(3) (2008) 481-489.
- (en) Forty-five degree oriented YBaCuO/MgO interface structures studied by high-resolution electron microscopy,
- (en) W. Wan, Y. Q. Cai, Y. M. Wang, F. H. L, X. Yao, X. J. Wu, Philosophical Magazine Letters,88(8) (2008) 591-598.
- (en) Investigation on atomic configuration of dislocation core and microtwin boundary in 3C-SiC film by HRTEM, C.Y. Tang, R. Wang, F.H. Li, X.H. Zheng and J.W. Liang, Phys. Rev. B, 75 (2007),184103: 1-7.
- (en) Image deconvolution in spherical aberration-corrected HRTEM, C.Y. Tang, J. H. Chen, H. Zandbergen and F.H. Li, Ultramicroscopy, 106 (2006) 539-546.
- (en) A method of studying dislocation core structures by high-resolution electron microscopy, Fang-hua Li, Science and Technology of Advanced Materials, 6 (2005) 755-760.
- (en) Restoring atomic configuration at interfaces by image deconvolution, C. Y. Tang and F H Li, J. Electron Microscopy, 54 (2005) 445-453.
- (zh) 晶体中堆垛层错的高分辨电子显微像研究，万威、唐春艳、王玉梅、李方华，物理学报，54（9）4273-8，2005年9月。
- (en) Determination of a misfit dislocation complex in SiGe/Si heterostructures by image deconvolution technique in HREM, D. Wang, J. Zou, W. Z. He, H. Chen, .F.H. Li, K. Kawasaki d and T. Oikawa, Ultramicroscopy, 98 (2004) 259-264.
- (en) A further discussion on the peculiarity of maximum entropy image deconvolution in HREM, H.B. Wang, Y.M. Wang and F.H. Li, Ultramicroscopy, 99 (2004) 165-177.
- (en) Effect of diffraction crystallography on HREM (Invited paper), F.H. Li, Zeitschrift für Kristallographie, 218 (2003) 279-292.
- (en) A study on the position of boron atoms in (Y0.6Ca0.4)(SrBa)(Cu2.5B0.5)O7−δ, H.B. Wang, H. Jiang F.H. Li, G.C. Che, D. Tang, Acta Cryst., A58 (2002) 494-501.
- (en) Atomic configuration in core structure of Lomer dislocation in Si0.76Ge0.24/Si, D. Wang, H. Chen, F. H. Li, K. Kawasaki and T. Oikawa, Ultramicroscopy, 93 (2002) 139-146.
- (en) Comments on relations of crystallography with other sciences (Invited paper), F.H. Li, Z. Kristallogr., 217 (2002) 1-2.
- (en) Solving the inverse problem in HREM, F.H. Li, J. Chiese Electron Microscopy (Invited paper), 21 (2002) 219-228.
- (en) Electron crystallographic image processing investigation and superstructure determination for (Pb0.5Sr0.3Cu0.2)Sr2(Ca0.6Sr0.4)Cu2Oy , J. Liu, F. H. Li, Z. H. Wan, H. F. Fan, Acta Cryst. A, 57 (2001) 540-547.
- (en) Amplitude correction in image deconvolution for determining crystal defects at atomic level, F. H. Li, D. Wang, W. Z. He and H. Jiang, Journal of Electron Microscopy, 49 (2000) 17-24.
- (en) Distinguishing glide and shuffle types for 60° dislocation in semiconductors by field-emission HREM image processing, D. Wang, F. H. Li and, J. Zou, Ultramicroscopy, 85 (2000) 131-139.
- (en) Image Deconvolution for Protein Crystals, S. X. Yang and F. H. Li, Ultramicroscopy, 85 (2000) 51-59[7].